# グージ・ストリート駅
グージ・ストリート駅（グージ・ストリートえき、Goodge Street tube station）は、トテナム・コート・ロードに面したロンドン地下鉄の駅。ノーザン線（チャリング・クロス支線）のトテナム・コート・ロード駅とウォーレン・ストリート駅の間にあり、運賃区分はゾーン1である。

## 歴史
1907年6月22日、「トテナム・コート・ロード駅」として開業したが、1908年9月3日に、それまでノーザン線とセントラル線の間で乗り換え用の通路がなく、それぞれの線の駅が別々の駅名であった現在のトテナム・コート・ロード駅に通路が開設された際に、現在の駅名に改称した。グージ・ストリート駅の改称も同日に行なわれた。
グージ・ストリート駅は、乗り場と地上の間での乗客を昇降させる手段を、エスカレーターではなく、エレベーター（リフト）に依存している数少ない古い形式の駅のひとつである。また、リフトに乗り場へ向かう乗客と、出口へ向かう乗客の流れを分離する、人の流れの当初からの設計が残されている数少ない駅のひとつである。
ラッシュのピーク時間帯には、極めて多数の乗降客がつめかけるが、人の流れは一方通行的である。駅から出て行く乗客が多い時間帯には駅へ入ってくる乗客はほとんどおらず、逆もまた同様であるため、4基のリフトは一方向では満員でも、逆方向はほとんど人がいないということがよくある。

## 深部防空壕
グージ・ストリート駅は、第二次世界大戦当時のロンドン深部防空壕(London deep-level shelters)が設けられていた8つの地下鉄駅のひとつである。1943年後半から終戦まで、グージ・ストリート駅の防空壕は、連合国遠征軍最高司令部（Supreme Headquarters Allied Expeditionary Force、SHAEF) によって使用された。1944年6月6日に、連合国欧州遠征軍総司令官アイゼンハワー将軍によるノルマンディー上陸作戦の指令の放送が送信されたのは、ここからであった。この防空壕には出入り口がふたつあり、ひとつはチェニーズ・ストリートに面しており、もうひとつはトテナム・コート・ロードに面した The American Church in London の隣にある。
進行作戦の準備において、グージ・ストリート駅はアメリカ陸軍の通信部隊が設置した通信施設としてだけ使用された。これはロンドン市内や周辺に設置された多数の通信施設群のひとつに過ぎなかった。ほかにも、SHAEF司令部が置かれていたグロスヴナー・スクエア (Grosvenor Square) 20番地や、オックスフォード・ストリートのセルフリッジ百貨店の地下などに同様の施設があった。この2施設はいずれも建物が現存している。さらに、アイゼンハワー将軍は、グージ・ストリート駅の施設から放送を行ったわけではなく、ラジオ放送を行ったわけでもない。アイゼンハワー将軍は、まず暗号電報をルーズベルト大統領に送り、次いでチャーチル首相に電話をかけた。将軍による侵攻作戦実行の決断は、ポーツマス近郊のサヴィック・ハウス（Southwick House) に置かれた侵攻作戦本部で下された。
戦後、この防空壕は、宿泊施設として使用され、最大で8000人の兵員が収容された。

### 大衆文化の中で
1960年代のテレビドラマ『ドクター・フー』シリーズのエピソード「The Web of Fear」には、この防空壕が舞台として登場する。台詞の中では、第二次世界大戦中の防空壕の使われ方や、チェニーズ・ストリートの出入口が話題にされた。
グージ・ストリート駅は、シンガーソングライター、ドノヴァンの1965年のアルバム『Fairytale』に収められた、「Sunny Goodge Street」という曲の舞台になっている。
ケミカル・ブラザーズのビリーブのミュージックビデオは当駅で撮影された。

## 隣の駅
ロンドン交通局
ロンドン地下鉄
■ノーザン線（チャリング・クロス支線）
トテナム・コート・ロード駅 - グージ・ストリート駅 - ウォーレン・ストリート駅

## ギャラリー

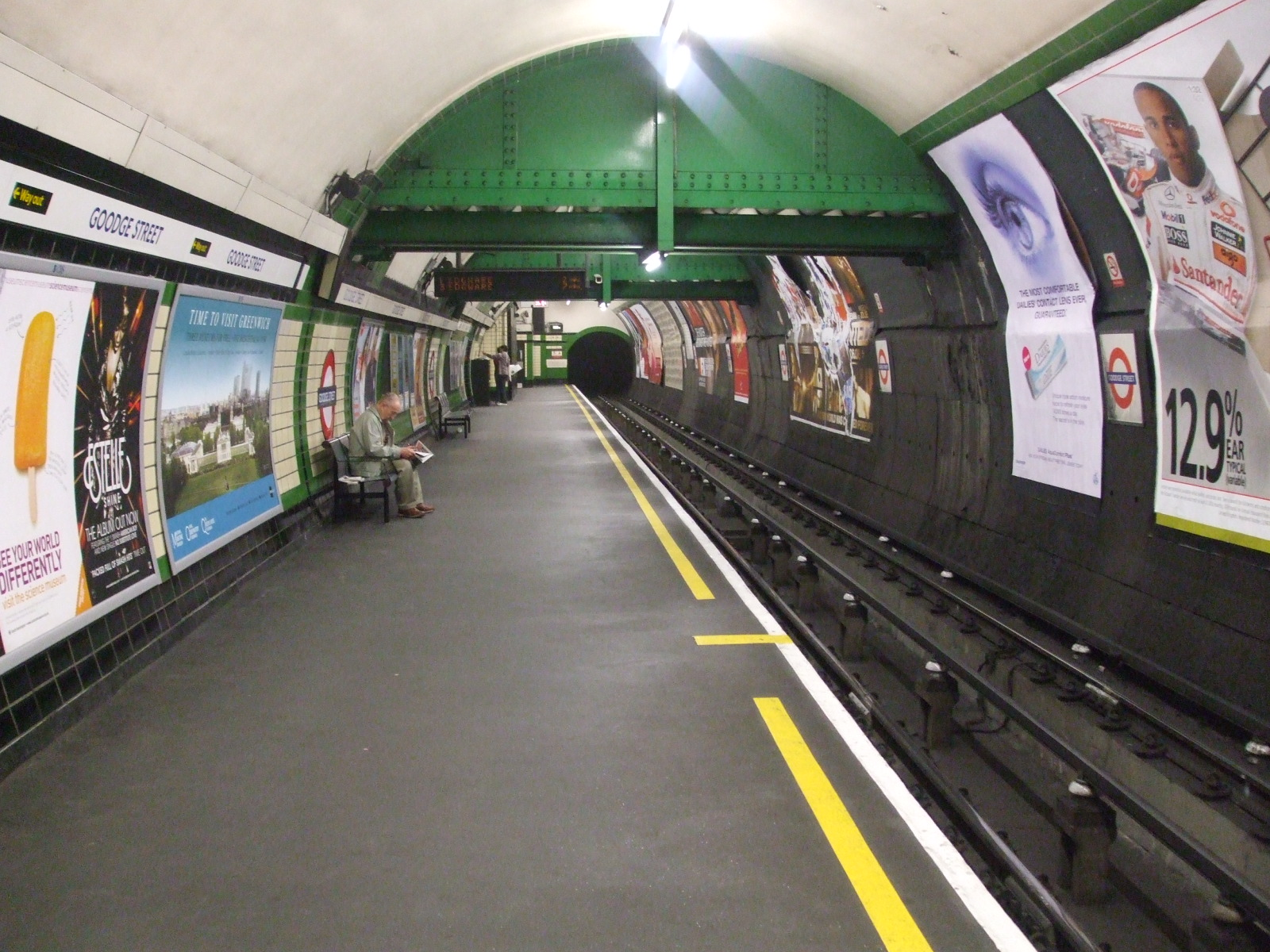
Northbound platform looking south
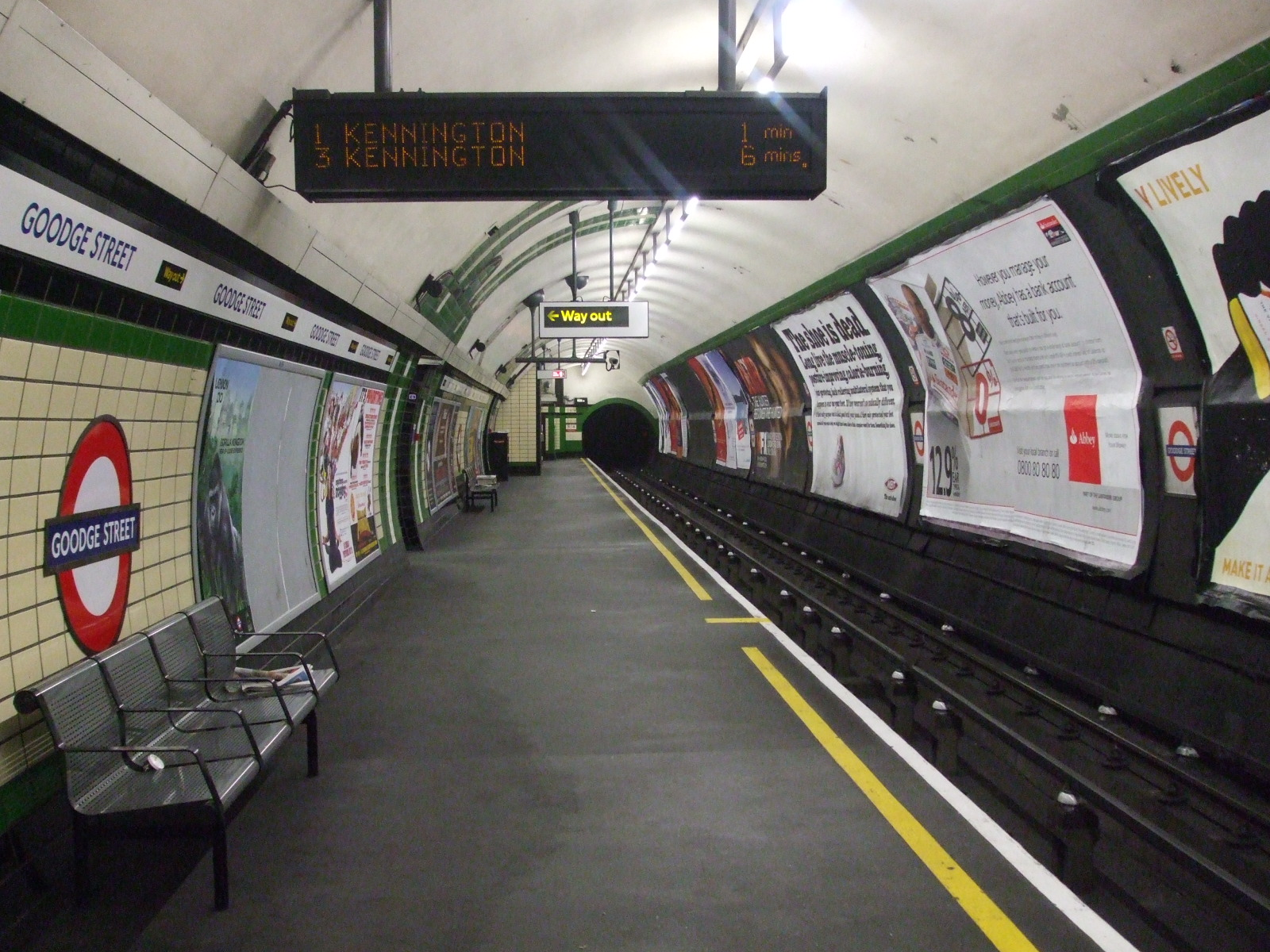
Southbound platform looking north
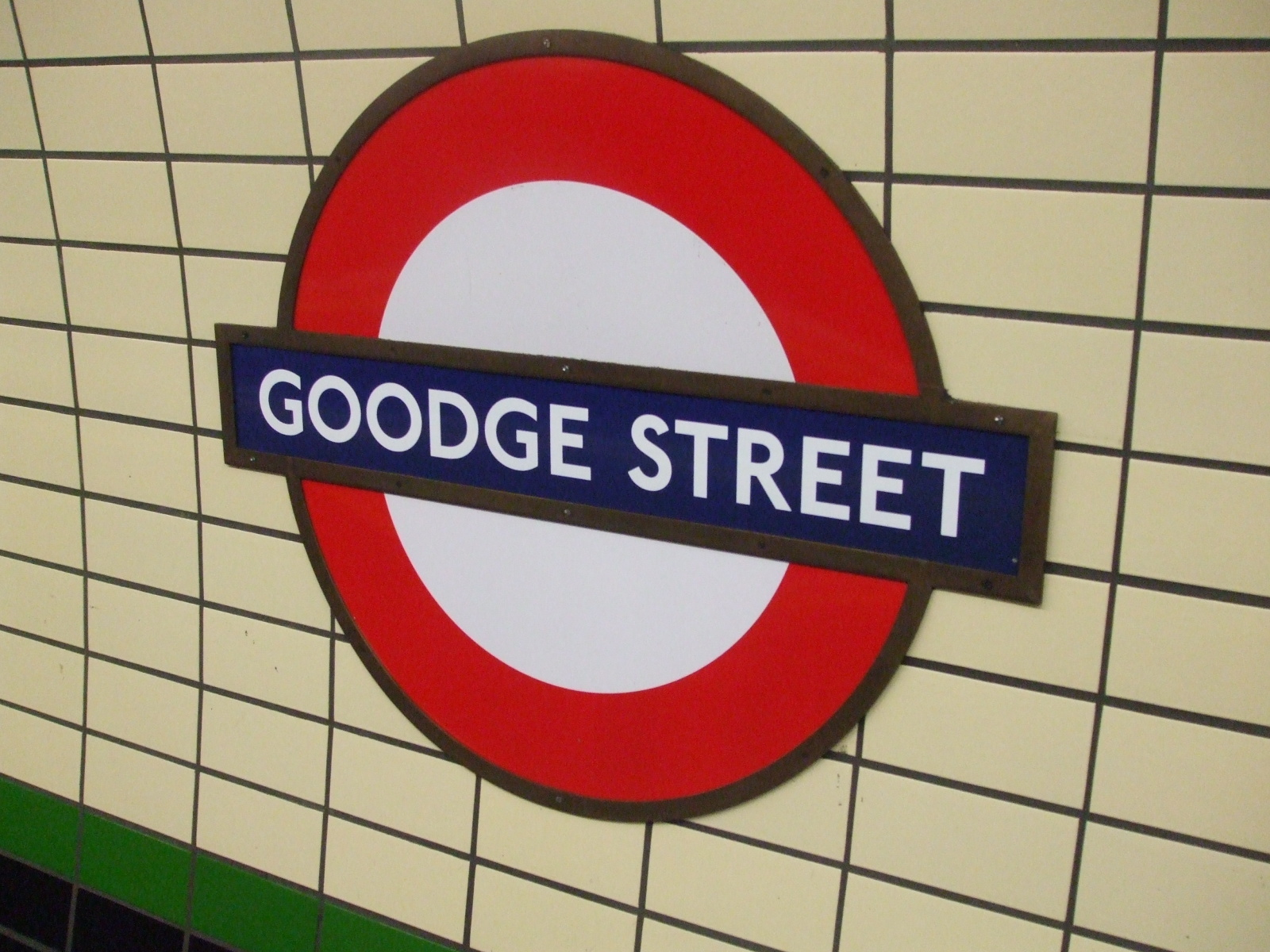
Platform roundel
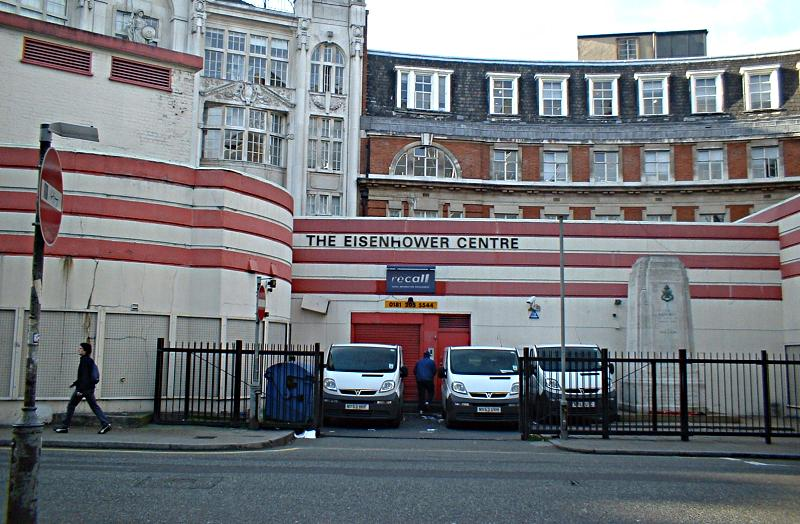
One entrance to Goodge Street deep level shelter